# Копіювальний папір

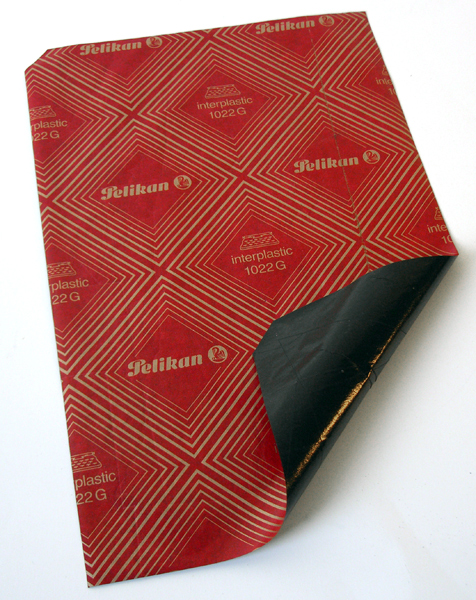
Копіювальний папір

Копіювальний папір, копірка — тонкий папір з нанесеним на одну із сторін фарбувальним шаром, призначений для отримання копій документа. Вкладався між двома аркушами паперу так, що слід від написання або малювання олівцем, ручкою, друкарською машинкою або матричним принтером на верхньому аркуші переносився на нижній аркуш.

## Історія
Перший патент на копіювальний папір для «стилографічного писального приладу» для сліпих був отриманий 7 жовтня 1806 Ральфом Веджвудом. Його копірка просочувалася друкарською фарбою і була двосторонньою.
Приблизно в 1808 році Пеллегріно Туррі (Pellegrino Turri) створив друкарську машинку і копіювальний папір для неї. Його винаходи не дійшли до нашого часу, проте збереглися надруковані за їх допомогою документи.
В 1820-х роках стали виробляти промислово копіювальний папір на основі сажі, ця технологія отримала значне поширення в 1870-х, з поширенням друкарських машинок. Сажу змішували зі спеціальною мастикою, що дозволило подолати основний недолік більш ранніх технологій — забруднення всього, з чим такий папір стикався.
Окрім чорного, випускався папір фіолетового (для рукописів) та інших кольорів.
Копіювальний папір вийшов з широкого вжитку з появою копіювального обладнання.